# Müüt
Müüt (Nederlands: Mythe) is het derde muziekalbum van Tuner het samenwerkingsverband van Pat Mastelotto en Markus Reuter. Het is hun eerste live muziekalbum. Het album is opgenomen tijdens een drietal concerten in Tallinn, Tartu en Viljandi in Estland.

## Musici
- Pat Mastelotto – slagwerk en percussie
- Markus Reuter – gitaren en zang

## Composities
1. Bells of Tartu
2. Tied into phrase
3. Slow cabaret
4. On bass
5. Rocky looks like a flower
6. Müüt
7. Ahjandi presidential suite
8. IMUR
9. Ühesörmelise leierkastimehe seiklused and the organ grinder's addiction